# Saint-Privat, Hérault
Saint-Privat este o comună în departamentul Hérault din sudul Franței. În 2009 avea o populație de 396 de locuitori.

## Evoluția populației
| An        | 1975 | 1982 | 1990 | 1999 | 2006 | 2009 |
| --------- | ---- | ---- | ---- | ---- | ---- | ---- |
| Populație | 160  | 164  | 197  | 218  | 373  | 396  |